# Borough de Carrickfergus
Le borough de Carrickfergus (Carrickfergus Borough en anglais et Buirg Charraig Fheargais en gaélique d’Irlande), officiellement appelé Carrickfergus (Carraig Fhearghais en gaélique d’Irlande), est un ancien district de gouvernement local d’Irlande-du-Nord.
Créé en octobre 1973, il fusionne avec le borough de Ballymena et celui de Larne en mars 2015 pour créer un autre district de gouvernement local, Mid and East Antrim.

## Géographie
Le district est situé dans le comté d’Antrim.

## Histoire
Un district de gouvernement local (local government district en anglais) du nom de Carrickfergus est créé le 17 juillet 1972 par le Local Government (Boundaries) Order (Northern Ireland) du 20 juin 1972. Les institutions du district entrent en vigueur à compter du 1er octobre 1973 au sens du Local Government Act (Northern Ireland) du 23 mars 1972.
Par délibération du conseil du district du 12 juin 1973, le district de Carrickfergus relève la charte de la corporation du borough de Carrickfergus. Il devient donc, à compter du 1er octobre, le borough de Carrickfergus,.
La majeure partie des territoires des boroughs de Ballymena, de Carrickfergus et de Larne sont réunis par le Local Government (Boundaries) Act (Northern Ireland) du 23 mai 2008. Le borough résultant de la fusion des anciens districts, Mid and East Antrim, est créé à compter du 1er avril 2015 par le Local Government (Boundaries) Order (Northern Ireland) du 30 novembre 2012.

## Administration

### Conseil
Le Carrickfergus Borough Council, littéralement, le « conseil du borough de Carrickfergus », est l’assemblée délibérante du borough de Carrickfergus, composée de 15 (1973-1993) puis de 17 membres (1993-2015), appelés les conseillers (councillors).
Un maire (mayor) et un vice-maire (deputy mayor) sont élus parmi les conseillers à l’occasion de chaque réunion générale annuelle du conseil du borough.

### Circonscriptions électorales
Le district de gouvernement local est divisé en autant de sections électorales (wards en anglais) que de conseillers. Celles-ci sont distribuées par zone électorale de district (district electoral area).
| Zone                           | 1973-1985,                                                                    | 1985-1993                                                     | 1993-2015                                                                     |
| ------------------------------ | ----------------------------------------------------------------------------- | ------------------------------------------------------------- | ----------------------------------------------------------------------------- |
| Première zone et ses sections  | A (5 sièges)                                                                  | Carrick Castle (5 sièges)                                     | Carrick Castle (5 sièges)                                                     |
| Première zone et ses sections  | - Knockagh - Lower Greenisland - Middle Greenisland - Trooperslane - Woodburn | - Killycrot - Love Lane - Milebush - Northland - Sunnylands   | - Killycrot - Love Lane - Milebush - Northland - Sunnylands                   |
| Deuxième zone et ses sections  | B (5 sièges)                                                                  | Kilroot (5 sièges)                                            | Kilroot (6 sièges)                                                            |
| Deuxième zone et ses sections  | - Blackhead - Boneybefore - Eden - Victoria - Whitehead                       | - Blackhead - Boneybefore - Eden - Victoria - Whitehead       | - Blackhead - Bluefield - Boneybefore - Eden - Victoria - Whitehead           |
| Troisième zone et ses sections | C (5 sièges)                                                                  | Knockagh Monument (5 sièges)                                  | Knockagh Monument (6 sièges)                                                  |
| Troisième zone et ses sections | - Castle - Clipperstown - Love Lane - Northland - Sunnylands                  | - Clipperstown - Gortalee - Greenisland - Knockagh - Woodburn | - Burleigh Hill - Clipperstown - Gortalee - Greenisland - Knockagh - Woodburn |